# Скорпион (журнал)
«Скорпио́н» — журнал политической сатиры, выходивший в Санкт-Петербурге в 1906 году.

## История
Журнал выходил в Санкт-Петербурге в 1906 году. Всего было выпущено 2 номера.
Редактором-издателем был Ю. С. Идельсон, редактор — И. Т. Дайхес.
Журнал помещал фельетоны, сатирические стихи, карикатуры. Резко критиковал черную сотню, разоблачал либерально-буржуазные партии, особенно кадетов.
Журнал приветствовал революционную борьбу пролетариата. В № 1 напечатан призыв «Пролетарии всех стран, соединяйтесь!»